# Galavette
Die Galavette ist ein kleiner Fluss in Frankreich, der im Département Hautes-Pyrénées in der Region Okzitanien verläuft. Sie entspringt am Plateau von Lannemezan, im südlichen Gemeindegebiet von Lannemezan, entwässert generell in nördlicher Richtung und mündet nach insgesamt rund 13 Kilometern an der Gemeindegrenze von Galez und Recurt als rechter Nebenfluss in die Petite Baïse.
Wie die meisten Flüsse im Umfeld des Plateau von Lannemezan wird auch die Galavette vom Bewässerungskanal Canal de la Neste mit Wasser dotiert, was bei ihr direkt im Quellbereich erfolgt.

## Orte am Fluss
(Reihenfolge in Fließrichtung)
- Lannemezan
- Clarens
- Hourcaud, Gemeinde Recurt